# 이원수 (작가)
이원수(李元壽, 1912년 1월 5일~1981년 1월 24일)는 대한민국의 아동 문학가 겸 시인으로, 본관은 월성(月城)이고, 호(號)는 동원(冬原)이다. 일제 시대의 경남 양산군의 양산읍 북정리에서 1남 6녀(7남매) 중 다섯째(외동아들)로 출생하여, 생후 8개월 때(1912년 9월 10일)에 경남의 마산부로 이사했다.

## 생애
- 1912년 1월 5일(음력 1911년 11월 17일)에 일제 강점기 조선 시대의 경상남도 양산군 양산읍 북정리에서 외동아들(1남 6녀 중 다섯째)로 태어났다.
- 1912년 9월 10일, 친가 가내 직계 일족들과 함께 일제 시대의 경상남도의 마산부로 이사했다.
- 1925년 시문학 집필에 처음으로 손을 대기 시작함.
- 1926년 동시 《고향의 봄》이 소파 방정환 선생이 만든 잡지인 《어린이》에 당선되었다. 이 동요는 바이올린 연주자 홍난파 음악가의 작곡으로, 한국에서 가장 많이 애창되는 노래가 되었다.[3]
- 1927년 〈기쁨사〉의 동인이 되어 활발한 동요 가사 창작을 했다.[3]
- 1935년 당시 근무하던 직장인 〈경남 함안 금융조합〉의 조합원들과 결성한 〈문학 모임 '독서회' 사건〉으로 1년간 옥고.
- 1936년 6월, 《오빠 생각》의 작가인 최순애와 결혼
- 1947년 〔박문출판사〕의 편집국장 등으로 4년간 일함.
- 1949년 동화 〈숲속의 나라〉를 《어린이나라》에, 소년소설 〈5월의 노래〉를 《진달래》에 연재, 동요와 함께 동화·소년소설 등을 발표하기 시작했다.[3]
- 1950년 6월 25일 한국 전쟁 때, 경기공업학교[4] 서무직함에서 일한 경력 때문에 1950년 9월 28일, 서울 수복 전투 성공 직후 공산주의자로 몰렸다가, 친구들의 도움으로 인해, 1950년 10월 5일 당시 법무부 장관 이우익(李愚益)의 조치로써 사면복권 조처됨.
- 1951년 〔박문출판사〕의 편집국 국장 사퇴.
- 1952년 경북의 대구로 피난하여 《소년세계》를 창간하여 편집 주간 겸 편집위원 등으로 3년간 근무.
- 1954년 한국아동문학회 창립, 동회 부회장 직으로 추대됨.
- 1956년 아동 월간지 《어린이 세계》 주간 겸 편집위원 등을 맡음.
- 1971년 한국아동문학가협회 초대 회장 역임.
- 1974년 대한민국 문화예술상 수상.
- 1978년 대한민국 예술원상 문학부문 수상.
- 1980년 아동 문학 작가 분야에서 모두 은퇴 직후 대한민국 문학상 아동문학 부문 수상.
- 1981년 구강암으로 별세(향년 70세).

## 사후 추모
- 1984년 이원수 문학전집(전 30권, 웅진) 출판.

## 평가
그는 외재율 중심의 재래적 동요에서 내재율 중심의 현실참여적 동시를 개척하고 산문문학으로서 장편동화와 아동소설을 확립하며 부단한 비평활동을 통한 아동문학 확립에의 기여 등 문학사적으로 큰 업적을 남겼다고 평가된다.

### 친일 행적
1940년부터 1945년 사이에 동시 두 편, 자유시 한 편, 수필 두 편 모두 다섯 편의 친일 작품을 조선금용조합연합회 기관지 《반도의 빛 (半島の光)》에 발표했다. 1942년 8월에 실린 친일 동시 《지원병을 보내며》에서는 일본이 벌인 태평양 전쟁에 참전할 지원병을 위해 후방에서 병역봉공을 다해야 한다고 표현했으며, 자유시에서는 농민시 형식을 빌려 농업보국에 정성을 쏟아 총후봉공의 완수를, 수필에서는 편지글 형식을 써서 어린이들이 하루바삐 내선일체와 황국신민이 될 수 있도록 어른들이 노력해야 함을 강하게 주장했다.
이로 인해 그는 2008년 민족문제연구소가 친일인명사전에 수록하기 위해 정리한 친일인명사전 수록예정자 명단 문화예술 중 연극영화 부문에 선정되었다.

## 주요 작품
그의 작품은 초기 〈고향의 봄〉·〈비누 풍선〉 등과 같이 율동적이며 감각적인 경향에서 1940년대 동시 〈어머니〉에 나타난 바와 같이 현실의식이 강하게 반영된 경향으로 변천되었다.
- 《고향의 봄》
- 《겨울나무》
- 《엄마 없는 날》
- 《꼬마 옥이》
- 《숲속 나라》
- 《민들레의 노래》